# Луидор-2232
Луидор-2232 — российский малотоннажный грузовой автомобиль, выпускавшийся нижегородской компанией Луидор с 2013 по 2018 год на шасси Mercedes-Benz Sprinter Classic.

## История
Разработка автомобиля Луидор-2232 началась в 2011 году, благодаря подписанному меморандуму компаниями Daimler AG и «Группа ГАЗ» 23 декабря 2010 года. Итоговое соглашение было подписано 7 ноября 2012 года в Санкт-Петербурге.
Серийно автомобили производились с 2013 года на Горьковском автозаводе. Кроме развозных фургонов, также производились микроавтобусы, школьные автобусы, автомобили скорой помощи, маршрутные такси и автобусы для перевозки маломобильных граждан. Автомобили оснащались дизельным двигателем внутреннего сгорания OM 646 DE22LA, который также использовался в Mercedes-Benz Sprinter второго поколения. Ближе к окончанию производства (в декабре 2017 года) автомобили укомплектовывались механической, шестиступенчатой трансмиссией, по аналогии с современными версиями Mercedes-Benz Sprinter. 
В мае 2015 года был произведён 10000-й Луидор-2232.
Производство завершилось в 2018 году из-за проблем с поставками комплектующих.

## Модификации[4]
- Луидор-223200
- Луидор-223201[5]
- Луидор-223202
- Луидор-223203
- Луидор-223204
- Луидор-223205
- Луидор-223206
- Луидор-223210
- Луидор-223212
- Луидор-223213
- Луидор-223214
- Луидор-223215
- Луидор-223216
- Луидор-223217
- Луидор-223220
- Луидор-223224
- Луидор-223225
- Луидор-223226
- Луидор-223227
- Луидор-223228
- Луидор-223229
- Луидор-223236
- Луидор-223237
- Луидор-223238
- Луидор-2232XА
- Луидор-2232XK
- Луидор-2232D3
- Луидор-2232X7
- Луидор-2232DP. Версия оснащена аппарелью для маломобильных пассажиров[6]
- Луидор-2232F1
- Луидор-2232F2
- Луидор-2232F6
- Луидор-2232L0
- Луидор-2232L4
- Луидор-2232L5
- Луидор-2232L7
- Луидор-2232M1
- Луидор-2232M5
- Луидор-2232N1
- Луидор-2232E1

Возможны и другие варианты.

Фотографии автобусов Луидор-2232
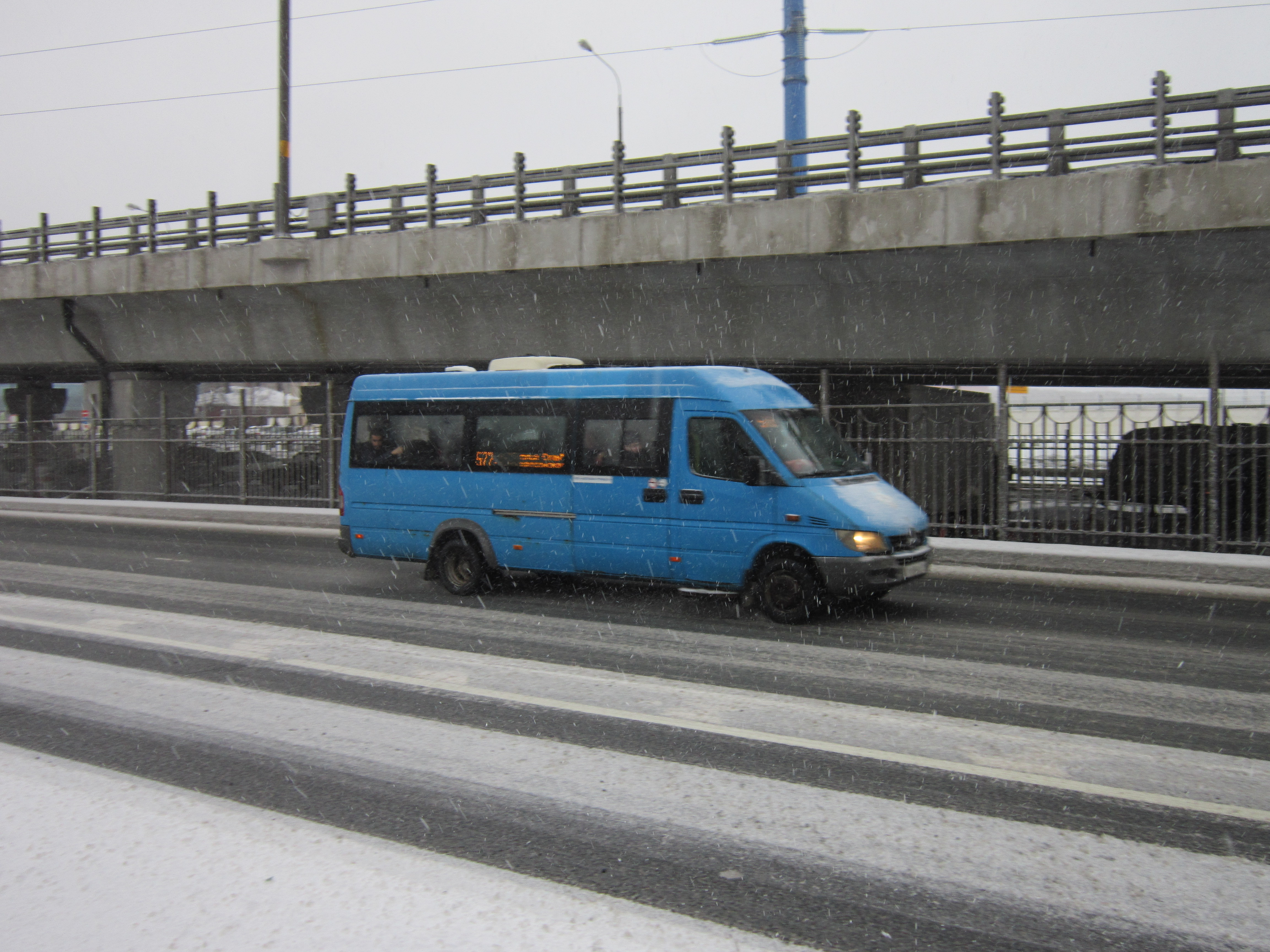
Луидор-223206 (MB Sprinter Classic) на маршруте № 577 (маршрутка Новой Москвы) на Профсоюзной улице города Москвы, 2023
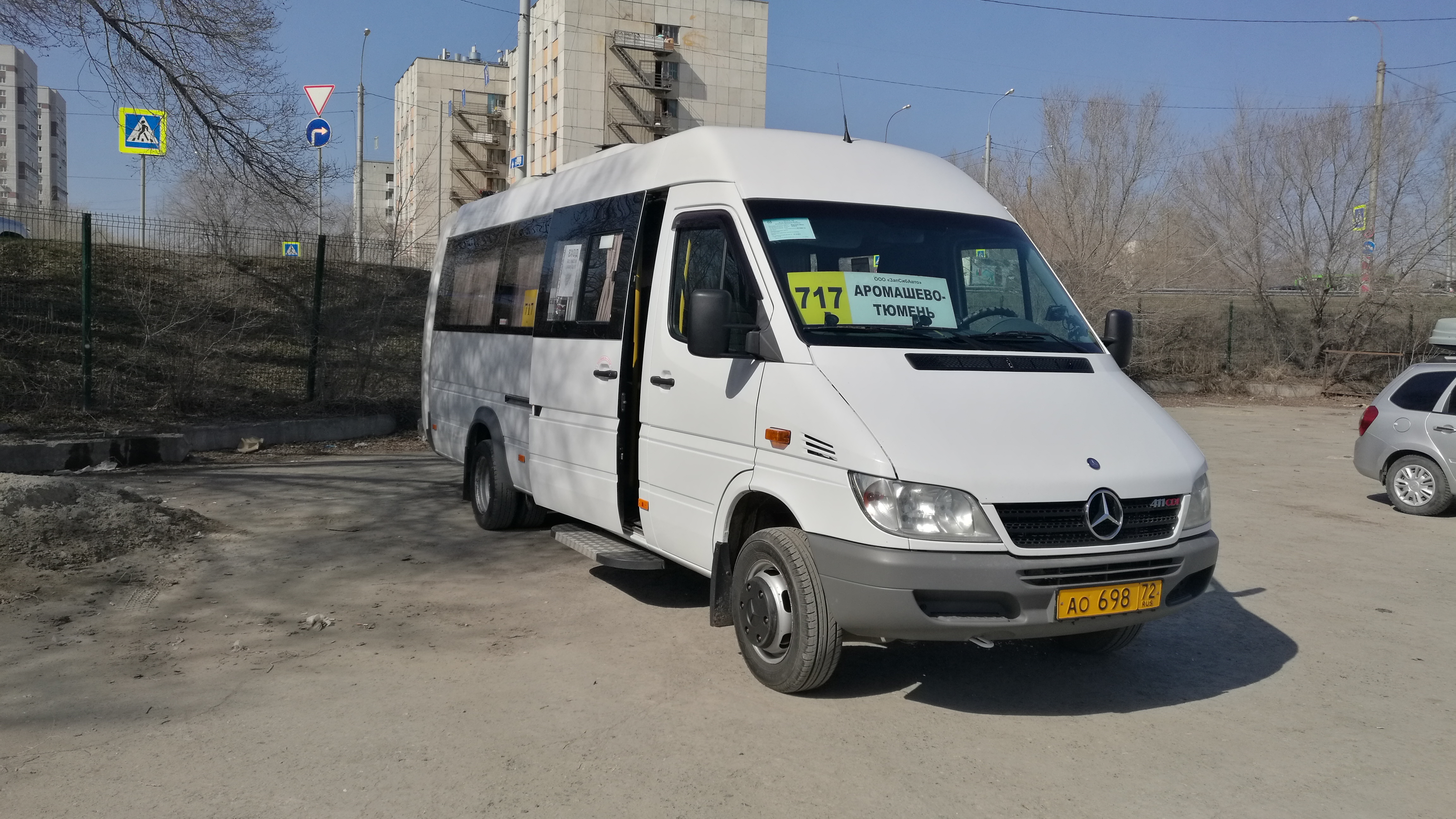
Луидор-223215 (MB Sprinter Classic) на маршруте № 717
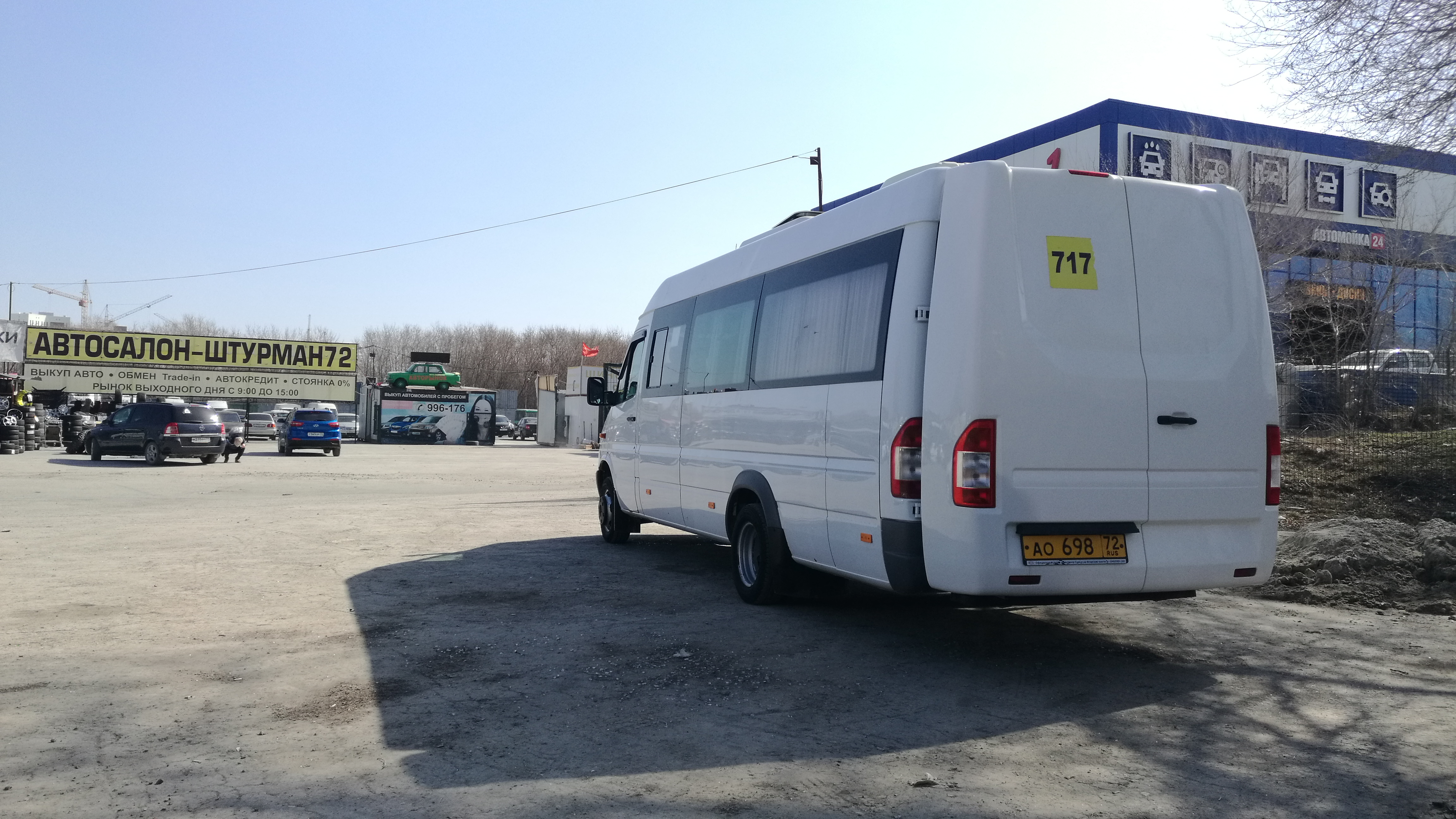
Луидор-223215 (MB Sprinter Classic) на маршруте № 717, вид сзади. Виден дополнительный багажный отсек
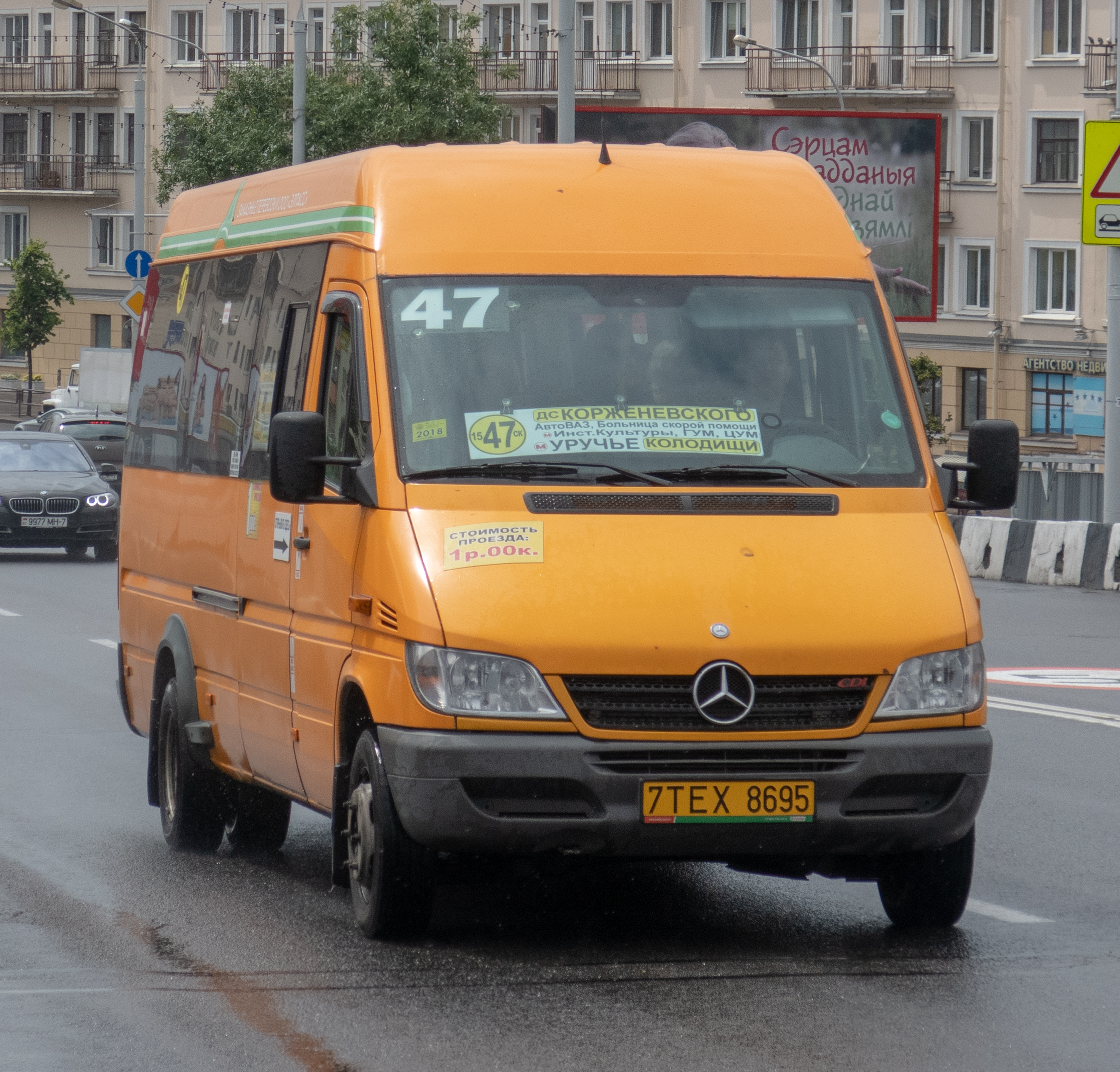
Луидор-2232 (MB Sprinter Classic) на маршруте № 1547-ск маршрутного такси в Минске
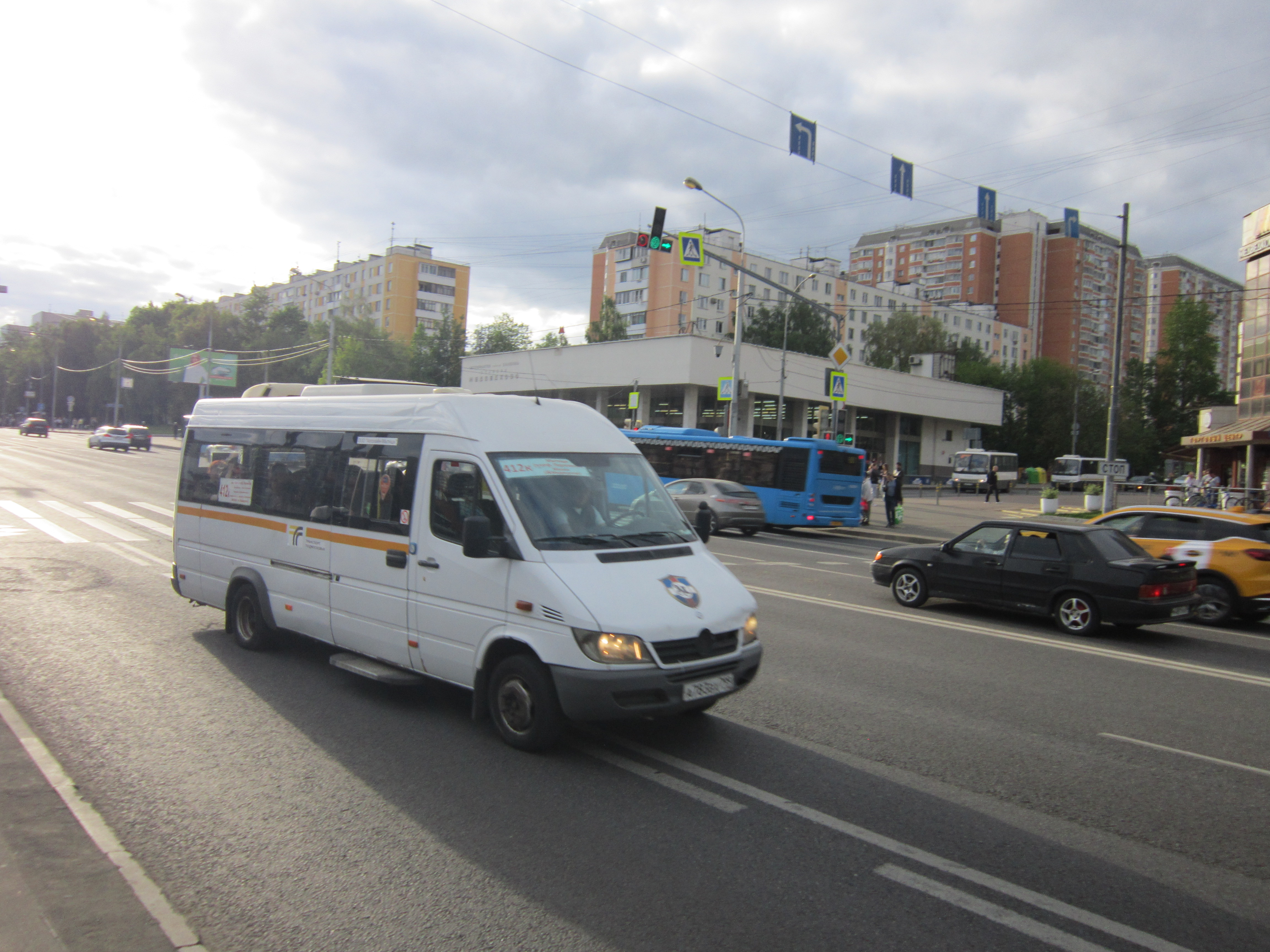
Луидор-2232DP (MB Sprinter Classic)  ООО «Автолайн-Мытищи» на Широкой улице, маршрут Московской области № 412к, 2023